# Christian Heinrich von Wöhrmann (Unternehmer)
Christian Heinrich von Wöhrmann (* 16. Novemberjul. / 28. November 1814greg. in Riga; † 25. März 1874 in Menton) war ein deutschbaltischer Kaufmann und Generalkonsul des Deutschen Reiches in Riga.

## Leben und Wirken
Wöhrmann stammte aus der ursprünglich Lübecker Kaufmannsfamilie Wöhrmann, die als Seidenkrämer im Textilgroßhandel zwischen Frankreich und der Ostsee tätig waren. Christian Heinrich Wöhrmann (der Ältere, * 1737) ging um 1763 nach Riga und wurde Mitglied der Schwarzhäupter. 1772 wurde er ihr Ältester. Er war nacheinander Partner in den Handelsfirmen „Vethaacke, Krupp & Co“, „Krupp & Wöhrmann“ und „Wöhrmann & Detenhoff“, bis er in den 1770er Jahren sein eigenes Unternehmen aufbaute. Ab 1804 übernahm sein Sohn Johann Christoph Wöhrmann (1784–1843) das nunmehr als „Wöhrmann & Sohn“ firmierende Unternehmen und vertrat Preußen  als dessen Generalkonsul für Liv- und Kurland in Riga. Auf seine finanzielle Unterstützung geht der Wöhrmannsche Garten in Riga zurück.
Christian Heinrich war der Sohn von Johann Christoph Wöhrmann und seiner Frau Cäcilie Wilhelmine, geb. Kuhlmann. Er wurde zu Verwandten nach Lübeck geschickt, um hier auf dem Katharineum zu Lübeck seine Schulbildung zu erhalten. Danach trat er als Lehrling in die Handlung Wöhrmann & Sohn ein. Nach beendeter Lehrzeit ging er zur Erweiterung seiner kaufmännischen Kenntnisse für mehrere Jahre ins Ausland. Er kehrte nach Riga zurück und übernahm nach dem Tod seines Vaters im August 1843 in Franzensbad selbstständig die Leitung des Unternehmens, das sich schon unter seinem Vater von einem reinen Handelshaus zu einem Mischunternehmen von Handel und industrieller Fertigung ausgeweitet hatte.
Von den industriellen Unternehmungen stand die von seinem Vater gegründete Tuchfabrik in Zintenhof (heute Sindi, Kreis Pärnu, Estland) an einer Stromschnelle der Pernau im Mittelpunkt seines Interesses. Er verdoppelte die Produktion und beschäftigte hier bis zu 2000 Arbeiter. Zur Fabrik gehörten kostenlose Unterkünfte und Acker- oder Gartenland zur eigenen Benutzung. Wöhrmann richtete zudem ein Hospital mit 40 bis 50 Betten, eine Unterstützungscasse sowie  drei  Elementarschulen für Kinder deutscher, estnischer und russischer Nationalität, deren Lehrer von der Fabrik besoldet wurden. In Zintenhof betrieb Wöhrmann auch eine große Gutswirtschaft. 
In Mühlenhof bei Riga (Zēmunda muiža) gründete er eine Eisengießerei und Maschinenfabrik. Neben Maschinen zur Tuchverarbeitung für seine Tuchfabrik produzierte sie landwirtschaftliche Geräte. Ebenfalls in Mühlenhof übernahm er eine Dampf-Sagemühle, wo nach Ausbau um die 500 Arbeiter tätig waren. 
Er war Mitglied der Schwarzhäupter-Compagnie, wurde im März 1844 in das Börsen-Comité gewählt und war vom März 1846 bis 1849 dessen Vice-Präses. Seit dem Tod seines Vaters war er Generalkonsul, zunächst Preußens, dann des Norddeutschen Bundes und ab 1871 des Deutschen Reiches, für Liv- und Kurland in Riga sowie übergangsweise auch mit der Verwaltung des K. K. österreichischen Konsulats betraut. 1870 rief er einen Unterstützungsverein für verwundete preußische Soldaten ins Leben. 
Er war den Künsten zugetan, persönlich mit Heinrich Heine befreundet und hinterließ eine umfangreiche Sammlung von Ölgemälden, Kupferstichen und Handzeichnungen älterer und neuerer Meister.
Seit dem 12. April 1844 war er verheiratet mit Warwara Pawlowna, geb. v. Kupreanow. 1849 wurde er vom Zaren in den erblichen Adelsstand erhoben.
Unter einer chronischen Lungenkrankheit leidend, suchte er im mediterranen Klima Heilung, wo er in Menton in Folge eines Lungenschlages starb. An ihn erinnert eine Marmortafel in der Wöhrmann-Kapelle der Lübecker Marienkirche.

## Auszeichnungen
- Ritter des Kaiserlich russischen St. Stanislaus-Ordens 2. Klasse mit der Krone
- Ritter des Kaiserlich russischen St. Annen-Ordens 2. Klasse
- Preußischer roter Adler-Orden 3. Klasse mit der Schleife
- Preußischer Kronen-Orden 3. Klasse mit dem roten Kreuz im weißen Felde
- Komturkreuz des K. K. österreichischen Franz-Joseph-Ordens